# 馬爾丹

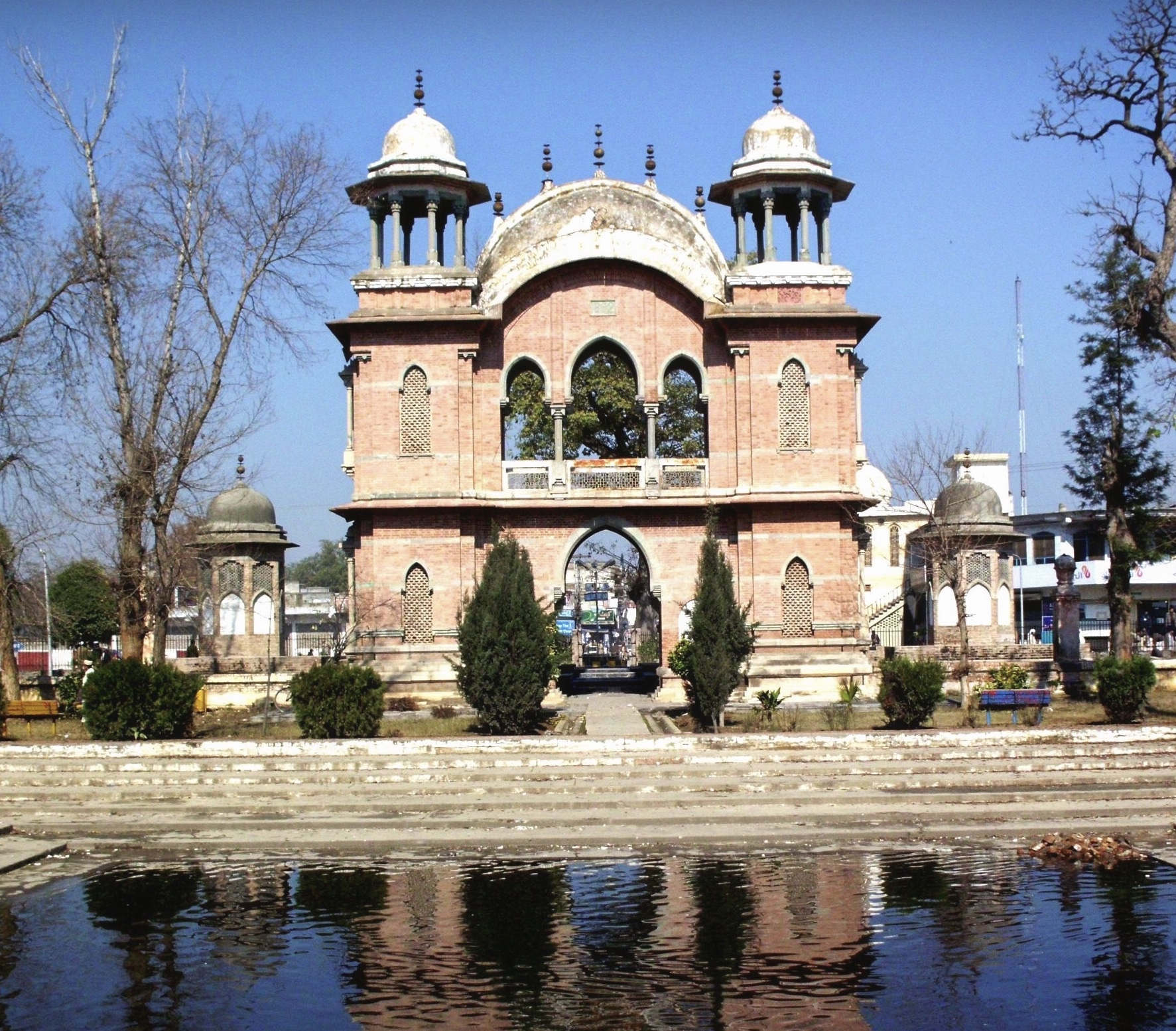
馬爾丹

馬爾丹是巴基斯坦的城市，由開伯爾－普赫圖赫瓦省負責管轄，位於該國北部，毗鄰與阿富汗接壤的邊境，面積1,632平方公里，海拔高度283米，2010年人口352,135。

## 外部連結
- Mardan
- Mardan Online
- Mardan City Map （页面存档备份，存于）
- Sarhad Tourism Corporation, Government of NWFP, Pakistan